# Revolutionäre Zellen
Le Revolutionäre Zellen (RZ) (trad: Cellule Rivoluzionarie) sono state un gruppo terroristico di estrema sinistra attiva in Germania (in particolare nella ex-Germania Ovest), tra il 1973 e il 1995. I loro membri si sono sempre considerati parte del cosiddetto movimento autonomo. A differenza di altre organizzazioni terroristiche molto più organizzate, nelle Revolutionäre Zellen sono subito emerse due correnti tra loro in forte contrasto. La prima, non molto diversa dalla RAF, si definiva anti-imperialista; la seconda era costituita da Rivoluzionari Sociali. Le differenze e i contrasti tra le due fazioni erano tali che l'unica cosa che le accomunava era, oltre al nome, la loro forma di organizzazione decentralizzata.
Nelle Revolutionäre Zellen è anche emerso un gruppo interno, costituito unicamente da donne, che prende il nome di Rote Zora.
Secondo il procuratore generale federale, le Revolutionäre Zellen/Rote Zora hanno effettuato un totale di 186 attacchi, quaranta dei quali a Berlino Ovest; il Ministero dell'interno del Nordreno-Westfalia, invece, conta un numero molto maggiore: attribuisce alle RZ, tra il 1973 e il 1995, ben 296 attacchi con esplosivi, con materiale incendiario e con armi da fuoco.

## Profilo
A differenza della RAF, i membri della RZ non volevano agire dalla clandestinità, ma piuttosto vivere e lavorare nel rispetto della legalità. Sono rimasti anonimi durante i loro attacchi in modo che, oltre alla loro politica militante, potessero continuare a lavorare in organizzazioni politiche legali e prendere parte ai processi di discussione all'interno della sinistra e della società. A differenza della RAF, le Revolutionäre Zellen non erano strettamente strutturate, ma si sono organizzate in piccole cellule e gruppi senza alcuna gestione centrale. La loro forma di organizzazione decentralizzata veniva occasionalmente chiamata "Guerriglia Diffusa". A causa di questa struttura organizzativa, le Revolutionäre Zellen venivano talvolta chiamati terroristi post-lavoro. Tuttavia, il loro approccio li ha nascosti alle indagini da parte dello Stato per molto tempo. Fino al 1999, secondo le dichiarazioni degli investigatori, era quasi impossibile trovare dati e indizi utilizzabili sulle Revolutionäre Zellen e in genere pochissime condanne.
(Enno Schwall)
È stato solo in seguito all'arresto di Hans-Joachim Klein, membro delle RZ e attentatore dell'OPEC, nel 1998, che gli investigatori hanno finalmente appreso qualcosa sulle loro strutture interne. Nel 1999 Rudolf Schindler è stato arrestato in seguito a queste nuove indagini. Dal 2001 in poi, Schindler e altri (compreso l'ex capo dell'Ufficio internazionale della TU Berlin Matthias Borgmann e gli attivisti del Mehringhof Harald Glöde e Axel Haug) sono stati accusati a Berlino di aver fondato un'organizzazione terroristica ai sensi della sezione 129a del codice penale. Nel 2004, Schindler e sua moglie Sabine Eckle sono stati condannati a tre anni e nove mesi di carcere; il pentito Tarek Mousli è apparso nel processo come testimone chiave ed è stato in seguito rilasciato.
Il giornale Revolutionäre Zorn fu pubblicato nell'ambiente vicino alle RZ. Dopo che le leggi anti-terrorismo furono applicate anche alla stampa nel 1978, tutti i numeri della rivista furono raccolti per la distruzione dopo i raid a livello nazionale. Sono state interessate anche le ristampe delle dichiarazioni di RZ nella rivista di Francoforte Pflasterstrand (numero 45) o nell'Info-Bug di Berlino (numero 145). Come fecero notare gli uffici legali della aziende editoriali durante i procedimenti giudiziari, ci fu la grossa incongruenza che invece le riviste più popolari e affermate fossero invece autorizzate a ristampare senza ostacoli le dichiarazioni dell'altro gruppo terrorista della RAF.

## Storia

### Primi attacchi
Le RZ provenivano dai movimenti autonomi militante. Hanno sempre agito come cellule solo vagamente orientate dal centro ed hanno agito sempre in modo indipendente. Solo dal 1976 hanno iniziato ad usare il nome di Revolutionäre Zellen. Hanno avuto numerosi contatti e scambi di favori con altri gruppi terroristici attivi in quegli anni, primo fra tutti la RAF, ma anche il Movimento 2 giugno. Altri contatti significativi sono stati fatti con quasi tutti i gruppi terroristici filo-palestinesi e soprattutto il terrorista internazionale Comandante Carlos.
La RZ ha effettuato i primi attacchi nel novembre 1973 a Berlino e Norimberga contro il gruppo ITT. Nel 1975 un gruppo di donne della RZ ha effettuato un attentato dinamitardo contro la Corte Costituzionale Federale a Karlsruhe. Dopo poco, lo stesso gruppo di donne, iniziò a farsi chiamare Rote Zora e divenne in breve un gruppo indipendente anche se fino agli anni '80, i gruppi lavoravano congiuntamente
Una ulteriore cellula della RZ, operò in vari attacchi all'estero. Per esempio, Hans-Joachim Klein si assocìo a Gabriele Kröcher-Tiedemann del movimento del 2 giugno. Entrambi alle dipendenze di Carlos, nel 1975 effettuarono un attacco alla conferenza dell'OPEC. le Revolutionäre Zellen furono anche coinvolte nel dirottamento dell'aereo dell'Air France da Atene a Entebbe nel 1976. Per entrambe le operazioni, i membri della RZ si erano posti sotto il comando diretto di Wadi Haddad, che aveva operato da poco una scissione del Fronte Popolare per la Liberazione della Palestina (PFLP). Nel corso del blitz da parte dei reparti speciali israeliani all'Aeroporto di Entebbe, dove i rapitori tenevano gli ostaggi, furono uccisi due fondatori delle RZ, Wilfried Böse e Brigitte Kuhlmann. Ciò ha portato a violente controversie all'interno le Revolutionäre Zellen sull'orientamento futuro del gruppo; dopo questo insuccesso non furono più effettuati attacchi all'estero. Johannes Weinrich, successore di Böse e sempre orientato ad attacchi più cruenti, lasciò dopo poco il gruppo, unendosi ai gruppi di Carlos.

### Gli anni successivi
Sebbene le Revolutionäre Zellen, secondo le loro stesse dichiarazioni, abbiano rifiutato l'uccisione mirata di persone, hanno effettuato diversi cosiddetti attacchi "colpo al ginocchio" (gambizzazione). Lo scopo di questi attacchi sarebbe stato quello di ferire gravemente la vittima e renderla incapace di lavorare per un lungo periodo. Si dice che l'assassinio del ministro dell'economia dell'Assia Heinz-Herbert Karry nel 1981 risalga a un'azione del genere; le circostanze esatte non sono però mai state chiarite. In una lettera di confessione, le Revolutionäre Zellen, hanno presentato l'omicidio come un incidente, pur non mostrando alcun rimorso. Il 20 settembre 1983 fu effettuato un attacco esplosivo al centro di calcolo dello stabilimento MAN di Gustavsburg. Il danno alla proprietà ammontava a diversi milioni di marchi. Harald Hollenberg, capo dell'ufficio immigrazione di Berlino, è stato colpito alle gambe nel 1986 e Günter Korbmacher, presidente del tribunale amministrativo federale, un anno dopo.
Nel 1987, Ingrid Strobl è stata identificata in un video di sorveglianza. Durante l'indagine sotto copertura contro di lei, Strobl riuscì ad entrare in contatto con numerosi membri nel novembre 1987. Di conseguenza, il 18 dicembre 1987, il BKA ha inferto un duro colpo contro le RZ. Migliaia di agenti di polizia hanno perquisito 33 edifici in 20 città. Sono stati eseguiti mandati di perquisizione contro 23 sospetti membri delle RZ. La maggior parte è stata successivamente condannata. Quattro membri sono fuggiti in Francia.
Dopo la caduta del muro, le RZ hanno perso importanza e consenso. Il 15 gennaio 1991, un attentato dinamitardo alla Colonna della Vittoria di Berlino fallì. Nel dicembre 1991 la RZ pubblicò un testo che descriveva gli scontri dopo il rapimento di Entebbe e riportava la crescente divisione dei gruppi. In particolare, prendono le distanze dalla loro ideologia antimperialista e antisionista degli anni '70. La selezione di ostaggi come cittadini israeliani ed ebrei da un lato e altri ostaggi dall'altro, classificava chiaramente il gruppo come antisemita. Hanno però affermato che stavano combattendo contro "il razzismo di stato, il sessismo e il patriarcato ". A metà degli anni '80, gli attacchi erano diretti principalmente contro la politica della Repubblica Federale in materia di stranieri e asilo.
Nell'ottobre 1993 furono rivendicati gli ultimi attacchi delle RZ: fu distrutta con una esplosione la Cabina di Trasformazione Secondaria della Polizia di Frontiera Federale vicino a Francoforte sull'Oder e ci fu un attacco all'aeroporto di Rothenburg (Sassonia). La Rote Zora ha fatto esplodere una bomba nel cantiere navale Lürssen a Lemwerder nel luglio 1995 .
Nel 2000, i due ex membri della RZ Christian Gauger e la sua compagna Sonja Suder furono arrestati a Parigi e rilasciati dopo pochi mesi, poiché i reati contro i quali erano stati accusati erano prescritti in Francia. Erano stati accusati di essere coinvolti in attentati dinamitardi contro lo stabilimento KSB (Frankenthal) e MAN a Gustavsburg e al castello di Heidelberg negli anni '70. La Suder era anche sospettata di essere stato coinvolta nella preparazione dell'attacco alla conferenza dell'OPEC del 1975 a Vienna. Gauger e Suder erano fuggiti in Francia nel 1978 quando si resero conto di essere pedinati. Dopo che nel 2010 le richieste urgenti contro l'estradizione in Germania erano state respinte dalla Corte europea dei diritti dell'uomo, nel settembre del 2011 invece, entrambi sono state estradati in Germania e da allora sono ancora detenuti. Il 21 settembre 2012, il loro processo penale è iniziato dinanzi al tribunale regionale di Francoforte. Il 12 novembre 2013, la Suder è stata assolta dalle accuse di omicidio in relazione all'attacco alla conferenza dei ministri del petrolio dell'OPEC a Vienna nel dicembre 1975, poiché non è stato possibile dimostrarne la complicità. La ormai ottantenne è stato condannata a tre anni e sei mesi di reclusione per tre attacchi incendiari nel 1977 e 1978. Poiché la Suder aveva già trascorso due anni e mezzo in carcere, i giudici hanno sospeso il mandato d'arresto nei suoi confronti. Il procedimento contro il suo partner Christian Gauger era stato precedentemente interrotto a causa dell'incapacità permanente di sostenere un processo.
Nel dicembre 2006, gli ex membri delle RZ Adrienne Gerhäuser e Thomas Kram si sono presentati a sorpresa alla procura federale. A causa del suo coinvolgimento in due attacchi esplosivi falliti con la Rote Zora, nell'aprile del 2007 Adrienne Gerhäuser è stata condannata a due anni di libertà vigilata. Thomas Kram è stato condannato a due anni di libertà vigilata nel 2009 per associazione terroristica.